# Abzählbar kompakter Raum
Im mathematischen Teilgebiet der Topologie bezeichnet die abzählbare Kompaktheit eine Abschwächung des für die Theorie topologischer Räume zentralen Begriffs der Kompaktheit.

## Definition
Ein topologischer Raum {\displaystyle (X,\tau )} heißt abzählbar kompakt, wenn jede abzählbare offene Überdeckung von {\displaystyle X} eine endliche Teilüberdeckung besitzt. Eine Teilmenge {\displaystyle A\subseteq X} eines topologischen Raumes ist genau dann abzählbar kompakt, wenn sie als topologischer Raum mit der Teilraumtopologie abzählbar kompakt ist.

## Eigenschaften
Natürlich ist jeder abzählbar kompakte Lindelöf-Raum auch kompakt und jeder kompakte topologische Raum auch abzählbar Kompakt.
Ein topologischer Raum {\displaystyle (X,\tau )} ist genau dann abzählbar kompakt, wenn jeder Filter {\displaystyle {\mathcal {F}}} auf {\displaystyle X}, der eine abzählbare Filterbasis besitzt, in einem konvergenten Filter enthalten ist.
Jeder folgenkompakte topologische Raum ist abzählbar kompakt. Erfüllt umgekehrt ein abzählbar kompakter topologischer Raum das erste Abzählbarkeitsaxiom, so ist er folgenkompakt.
Ein topologischer Raum ist genau dann abzählbar kompakt, wenn jede unendliche Menge einen Häufungspunkt besitzt.
Für metrisierbare topologische Räume stimmen die Begriffe Kompaktheit, Folgenkompaktheit und abzählbare Kompaktheit überein.
Betrachtet man Hausdorff-Räume, so sind die abzählbar kompakten Räume eindeutig charakterisiert durch das Theorem von Mazurkiewicz-Sierpinski:
Jeder abzählbar kompakte Raum ist homöomorph zu einer wohlgeordneten Menge mit Ordnungstopologie.
Das Produkt von zwei abzählbar kompakten Räumen ist im Allgemeinen nicht immer abzählbar kompakt. Dies steht im deutlichen Gegensatz zu dem Satz von Tychonoff, der besagt, dass das Produkt von (sogar überabzählbar vielen) kompakten Räumen wieder kompakt ist.

## Beispiel
Aus den vorangehenden Eigenschaften folgt sofort, dass jede Topologie auf einer abzählbaren Menge diese zu einem abzählbar kompakten Raum macht, so sind zum Beispiel die natürlichen Zahlen mit diskreter Topologie abzählbar kompakt. Betrachtet man eine überabzählbare Menge mit koabzählbarer Topologie, so ist dieser topologische Raum nicht abzählbar kompakt.
Betrachtet man den Ordinalzahlraum {\displaystyle [0,\omega _{1})} mit Ordnungstopologie, wobei {\displaystyle \omega _{1}} die erste überabzählbare Ordinalzahl bezeichne, so ist dieser topologische Raum abzählbar kompakt.